# Clematis mashanensis
Clematis mashanensis är en ranunkelväxtart som beskrevs av Wen Tsai Wang. Clematis mashanensis ingår i släktet klematisar, och familjen ranunkelväxter. Inga underarter finns listade i Catalogue of Life.